# Phanias furcifer
Phanias furcifer är en spindelart som först beskrevs av Willis J. Gertsch 1936.  Phanias furcifer ingår i släktet Phanias och familjen hoppspindlar. Inga underarter finns listade i Catalogue of Life.